# Sphaerellothecium cladoniicola
Sphaerellothecium cladoniicola är en lavart som beskrevs av Eric Steen Hansen och Vagn Alstrup. Sphaerellothecium cladoniicola ingår i släktet Sphaerellothecium, och familjen Mycosphaerellaceae. Arten är reproducerande i Sverige.